# Aşağı Yemişcan
Aşağı Yemişcan (armeniska: Sznek, Սզնեկ, azerbajdzjanska: Nerkin Sıznek, armeniska: Nerk’in Sznek, Ներքին Սզնեկ, Nerk’in Sznek’, Ներքին Սզնեք) är en ort i Azerbajdzjan.   Den ligger i distriktet Xocalı Rayonu, i den sydvästra delen av landet, 270 kilometer väster om huvudstaden Baku. Aşağı Yemişcan ligger 1 032 meter över havet och antalet invånare är 129.
Terrängen runt Aşağı Yemişcan är huvudsakligen kuperad, men åt sydväst är den bergig. Runt Aşağı Yemişcan är det ganska glesbefolkat, med 27 invånare per kvadratkilometer.. Närmaste större samhälle är Müşkapat, 12,4 kilometer öster om Aşağı Yemişcan. 
I omgivningarna runt Aşağı Yemişcan växer i huvudsak blandskog.